# Трубниково (Рязанская область)
Трубниково — деревня в Рязанском районе Рязанской области. Входит в Окское сельское поселение.

## География
Находится в центральной части Рязанской области на расстоянии приблизительно 19 км на юг-юго-восток по прямой от вокзала станции Рязань I.

## История
На карте 1850 года деревня уже была отмечена. В 1859 году здесь (тогда деревня Рязанского уезда Рязанской губернии) было учтено 3 двора, в 1897 — 15.

## Население
Численность населения: 72 человека (1859 год), 136 (1897), 9 в 2002 году (русские 100 %), 12 в 2010.